# Rio Grid (Luncani)
O Rio Grid é um rio da Romênia, afluente do Luncani, localizado no distrito de Hunedoara.